# André Vieira
André Beltrame Vieira Pinto (São Paulo, 7 de diciembre de 1992) es un licenciado en educación física y exfutbolista brasileño nacionalizado colombiano que jugaba como delantero. Desde el año 2015 vive en el departamento de Cesar, donde tiene su escuela de fútbol y fundación.

## Trayectoria como jugador
Debutó como jugador profesional en el año 2008 con Caxias do Sul donde se mantuvo hasta mediados de 2010. Luego fue a probar suerte en el fútbol japonés sin demasiado éxito y sin que llegara a firmar ningún contrato.
En junio de 2010 llega a territorio colombiano para jugar con el Patriotas Boyacá donde se destacó siendo recordado por haber anotado uno de los penales en la serie de promoción frente al América de Cali que mandó al equipo caleño a la segunda división del fútbol colombiano, Vieira con Patriotas anotó 13 goles y saldría meses después de la institución por problemas de acuerdo económicos.
Estando 6 meses sin club fue a probar suerte al Atlético Bucaramanga donde no llega a ningún acuerdo con el club, de allí vuelve a la ciudad de Tunja para probarse en el Boyacá Chicó donde no logra llegar a un acuerdo económico con Eduardo Pimentel, dueño del club, y se entrena por su cuenta lo que resto del año. 
Para el 2013 firma contrato con el Deportes Quindío donde fue suplente por la Liga y fue titular en la Copa Colombia, finalizó su paso con el cuadro 'cullabro' anotando tan solo 2 goles.
Para 2014 juega todo el año en el Deportivo Pereira, donde no logró convertir ningún gol durante su estadía.

## Después del retiro
Tras no recuperarse del todo de una lesión en la rodilla decide colgar los botines y trasladarse a vivir juntó con su esposa e hijos a la ciudad de Valledupar. En la actualidad entrena a muchachos de bajos recursos en una escuela de fútbol y además tiene una fundación llamada Semilla de Brasil en convenio con una iglesia de la ciudad Valduparense.

## Clubes
| Club              | País     | Año       |
| ----------------- | -------- | --------- |
| Caxias do Sul     | Brasil   | 2008      |
| Juventus (SP)     | Brasil   | 2009      |
| Patriotas Boyacá  | Colombia | 2010      |
| Atlético PB       | Brasil   | 2011      |
| Patriotas Boyacá  | Colombia | 2011-2012 |
| Atlético PB       | Brasil   | 2012      |
| Deportes Quindío  | Colombia | 2013      |
| Deportivo Pereira | Colombia | 2014      |

## Palmarés

### Campeonatos nacionales
| Título    | Club             | País     | Año  |
| --------- | ---------------- | -------- | ---- |
| Primera B | Patriotas Boyacá | Colombia | 2011 |